# Silvio Varviso
Silvio Varviso, född 26 februari 1924 i Zürich, Schweiz, död 1 november 2006 i Antwerpen, Belgien, var en schweizisk dirigent.

## Utbildning och karriär
Silvio Varviso föddes i Zürich där hans far arbetade som sångpedagog. Han studerade många instrument men inte sång vid konservatoriet i Zürich. Däribland; piano, fiol, klarinett, trumpet, slagverk vid sidan om studierna till dirigent. När han tagit sin examen fortsatte han studera till dirigent i Wien hos den österrikiske dirigenten Clemens Krauss.
Han gjorde sin debut genom att dirigera Mozarts Trollflöjten vid stadsteatern i Sankt Gallen, Schweiz, som 20-åring. Varviso tog sitt första jobb vid Operan i Basel (1950–62). Han fortsatte sedan sin karriär vid som förste kapellmästare vid Kungliga Operan i Stockholm, (1965–75). Efter det bar det av till Staatsoper Stuttgart (Stuttgarts Statsopera), Baden-Württemberg Nationalteater och Parisoperan (1973–85).